# 흑조기
흑조기(학명: Atrobucca nibe)는 민어과에 속하는 조기어류이다.

## 특징
몸길이 35cm 정도로 몸통은 다소 길고, 입안과 아가미가 검다. 수심 120m 정도 되는 연안의 모래 바닥에 산다. 작은 새우와 어류, 두족류를 잡아먹는다. 산란기는 4-6월이며 맛이 좋다.

## 분포
한국 남해, 일본·대만·중국해에 분포한다.